# Sci di fondo agli VIII Giochi asiatici invernali - Sprint TC maschile
La gara sprint maschile si è svolta il 20 febbraio 2017 al Shirahatayama Open Stadium di Sapporo in Giappone.

## Risultati

### Qualificazioni
| Rank. | Atleta               | Tempo   |
| ----- | -------------------- | ------- |
| 1     | Magnus Kim           | 3:17.29 |
| 2     | Nobuhito Kashiwabara | 3:19.66 |
| 3     | Sun Qinghai          | 3:22.10 |
| 4     | Shang Jincai         | 3:22.19 |
| 5     | Sergey Malyshev      | 3:22.25 |
| 6     | Wang Qiang           | 3:23.33 |
| 7     | Nikolay Chebotko     | 3:24.39 |
| 8     | Kohei Shimizu        | 3:24.43 |
| 9     | Hwang Jun-ho         | 3:25.58 |
| 10    | Sergey Cherepanov    | 3:26.49 |
| 11    | Zhu Mingliang        | 3:26.91 |
| 12    | Park Seong-beom      | 3:27.45 |
| 13    | Alexandr Malyshev    | 3:28.52 |
| 14    | Kim Eun-ho           | 3:29.28 |
| 15    | Naoto Baba           | 3:37.76 |
| 16    | Tariel Zharkymbaev   | 3:40.41 |
| 17    | Jackson Bursill      | 3:51.77 |
| 18    | Lukas Hettiaratchi   | 4:44.88 |
| —     | Ben Sim              | DNS     |

### Quarti di finale

#### Batteria 1
| Rank | Atleta             | Tempo   |
| ---- | ------------------ | ------- |
| 1    | Magnus Kim         | 3:18.87 |
| 2    | Hwang Jun-ho       | 3:19.92 |
| 3    | Kohei Shimizu      | 3:19.92 |
| 4    | Tariel Zharkymbaev | 3:42.53 |

#### Batteria 2
| Rank | Atleta            | Tempo   |
| ---- | ----------------- | ------- |
| 1    | Sergey Malyshev   | 3:17.28 |
| 2    | Shang Jincai      | 3:18.16 |
| 3    | Park Seong-beom   | 3:22.43 |
| 4    | Alexandr Malyshev | 3:23.61 |

#### Batteria 3
| Rank | Atleta               | Tempo   |
| ---- | -------------------- | ------- |
| 1    | Nikolay Chebotko     | 3:17.01 |
| 2    | Nobuhito Kashiwabara | 3:18.97 |
| 3    | Sergey Cherepanov    | 3:18.97 |
| 4    | Naoto Baba           | 3:40.31 |

#### Batteria 4
| Rank | Atleta        | Tempo   |
| ---- | ------------- | ------- |
| 1    | Sun Qinghai   | 3:21.04 |
| 2    | Wang Qiang    | 3:21.64 |
| 3    | Zhu Mingliang | 3:25.05 |
| 4    | Kim Eun-ho    | 3:26.48 |

### Semifinali

#### Semifinale 1
| Rank | Atleta          | Tempo   |
| ---- | --------------- | ------- |
| 1    | Magnus Kim      | 3:17.58 |
| 2    | Shang Jincai    | 3:18.03 |
| 3    | Sergey Malyshev | 3:18.03 |
| 4    | Hwang Jun-ho    | 3:21.97 |

#### Semifinale 2
| Rank | Atleta               | Tempo   |
| ---- | -------------------- | ------- |
| 1    | Sun Qinghai          | 3:18.37 |
| 2    | Nobuhito Kashiwabara | 3:19.83 |
| 3    | Nikolay Chebotko     | 3:20.28 |
| 4    | Wang Qiang           | 4:03.09 |

### Finali

#### Finale B
| Rank | Atleta           | Tempo   |
| ---- | ---------------- | ------- |
| 1    | Wang Qiang       | 3:21.41 |
| 2    | Sergey Malyshev  | 3:22.71 |
| 3    | Hwang Jun-ho     | 3:26.69 |
| 4    | Nikolay Chebotko | 3:40.24 |

#### Finale A
| Rank | Atleta               | Tempo   |
| ---- | -------------------- | ------- |
| 1    | Magnus Kim           | 3:11.40 |
| 2    | Sun Qinghai          | 3:11.40 |
| 3    | Nobuhito Kashiwabara | 3:17.35 |
| 4    | Shang Jincai         | 3:38.87 |